# Jean Boisard
Jean Boisard ) (? - 1725) foi um intelectual francês e considerado um dos fundadores da Numismática.

## Obras
- Traité des monoyes, de leurs circonstances et dépendances, 503 pp. Paris: La Veuve de J. B. Coignard & J. B. Coignard, 1692, e edições posteriors em 1711, 1714 e 1723.